# ملعب بيت 365
ملعب بيت 365 (بالإنجليزية: bet365 Stadium)‏ هو ملعب كرة قدم يقع في مدينة ستوك أون ترنت، إنجلترا، يتسع لـ 27,740 متفرج. وكان يُعرف سابقاً باسم «ملعب بريطانيا» (بالإنجليزية: Britania Stadium)‏
وتعود ملكيته لنادي ستوك سيتي الذي يلعب في الدوري الإنجليزي الممتاز لكرة القدم. وقد تم إنشاء الملعب في عام 1997 بتكلفة قدرها "14700000" جنيه إسترليني ليكون بديلاً لملعب فيكتوريا غراوند اللذي لعب في النادي لمدة 117 سنة. ويضم الملعب أجنحة متعددة تقام فيها المؤتمرات والحفلات، وبار، ومتجر لبيع البضائع الخاصة بنادي ستوك سيتي.
تم بناء الملعب في أواخر عام 1996 واستكمل في الوقت المناسب لموسم 1997-1998. وكانت المباراة الأولى التي أحتظنتها أرض الملعب بين ستوك سيتي وروتشستر في 27 أغسطس 1997 ضمن كأس رثينجتون. وسجل الهدف الأول في الملعب من قبل جراهام كافانا لاعب ستوك سيتي.
افتتح الملعب رسميا في 30 أغسطس 1997. وسجل أعلى نسبة حضور في الجولة الثالثة من كأس الاتحاد الإنجليزي عام 2002، وذلك بحضور 28,218 متفرج في مباراة نادي ستوك سيتي ضد نادي إيفرتون.
في فبراير 2000 دفن رماد اللاعب السابق في نادي ستوك سيتي السير ستانلي ماثيوز تحت دائرة وسط الملعب.